# Ајланд Парк (Њујорк)
Ајланд Парк (енгл. Island Park) град је у америчкој савезној држави Њујорк.

## Демографија
По попису из 2010. године број становника је 4.655, што је 77 (-1,6%) становника мање него 2000. године.
| Група             | 2000.         | 2010.         |
| Белци             | 3.694 (78,1%) | 3.170 (68,1%) |
| Афроамериканци    | 62 (1,3%)     | 89 (1,9%)     |
| Азијати           | 51 (1,1%)     | 116 (2,5%)    |
| Хиспаноамериканци | 864 (18,3%)   | 1.234 (26,5%) |
| Укупно            | 4.732         | 4.655         |